# Gladiolus luteus
Gladiolus luteus es una especie de gladiolo que se encuentra en Madagascar.   

## Descripción
Gladiolus luteus es una planta herbácea perennifolia, geofita que se encuentra en las dunas húmedas a una altitud de 0-499 m metros en Madagascar.

## Taxonomía
Gladiolus luteus fue descrita por  Jean-Baptiste Lamarck y publicado en Encyclopédie Méthodique, Botanique 2: 725. 1789.
Etimología
Gladiolus: nombre genérico que se atribuye a Plinio y hace referencia, por un lado, a la forma de las hojas de estas plantas, similares a la espada romana denominada "gladius". Por otro lado, también se refiere al hecho de que en la época de los romanos la flor del gladiolo se entregaba a los gladiadores que triunfaban en la batalla; por eso, la flor es el símbolo de la victoria.
luteus: epíteto latíno que significa "como el género Lilium".
Sinonimia
- Gladiolus arenarius Thouars
- Gladiolus frappieri J.Herm. ex Cordem.	[6][7]